# Herb Wojnicza
Herb Wojnicza – jeden z symboli miasta Wojnicz i gminy Wojnicz w postaci herbu.

## Wygląd i symbolika
Herb przedstawia na  błękitnym polu tarczy św. Wawrzyńca w barwie cielistej i srebrnym perizonium na biodrach, rozciągniętego na złotej kracie, po bokach której litery S i L takiejże barwy.
Herb nawiązuje do najstarszego wezwania miejscowego kościoła z XI wieku. Litery S i L są łacińskimi inicjałami św. Wawrzyńca: Sanctus Laurentius.

## Historia
Najstarsza zachowana pieczęć z postacią św. Wawrzyńca pochodzi z 1504 roku. Herb został opracowany plastycznie przez Dariusza Dessauera z Uniwersytetu Marii Curie-Skłodowskiej w Lublinie i zatwierdzony uchwałą Rady Gminy w 1994.